# Comté de Briscoe
Pour les articles homonymes, voir Briscoe.
Le comté de Briscoe, en anglais : Briscoe County, est un comté situé au nord de l'État du Texas aux États-Unis. Fondé le 19 novembre 1876, son siège de comté est la ville de Silverton. Selon le recensement des États-Unis de 2020, sa population est de 1 435 habitants. Le comté a une superficie de 2 334,9 km2, dont 2 330,9 km2 en surfaces terrestres. Il est baptisé en mémoire d'Andrew Briscoe, un soldat durant la révolution texane.

## Organisation du comté
Le comté est fondé le 19 novembre 1876 à partir des terres de l'ancien comté de Wegefarth et du comté de Young. Il est définitivement organisé et autonome, le 15 mars 1892.
Le comté est baptisé en l'honneur d'Andrew Briscoe : marchand, révolutionnaire, soldat et juriste, il est l'un des organisateurs de la révolution texane, participe à la Convention de 1836 et signe la déclaration d'indépendance du Texas. Il participe à la bataille de Concepción, au siège de Béxar et à la bataille de San Jacinto,,.

## Géographie

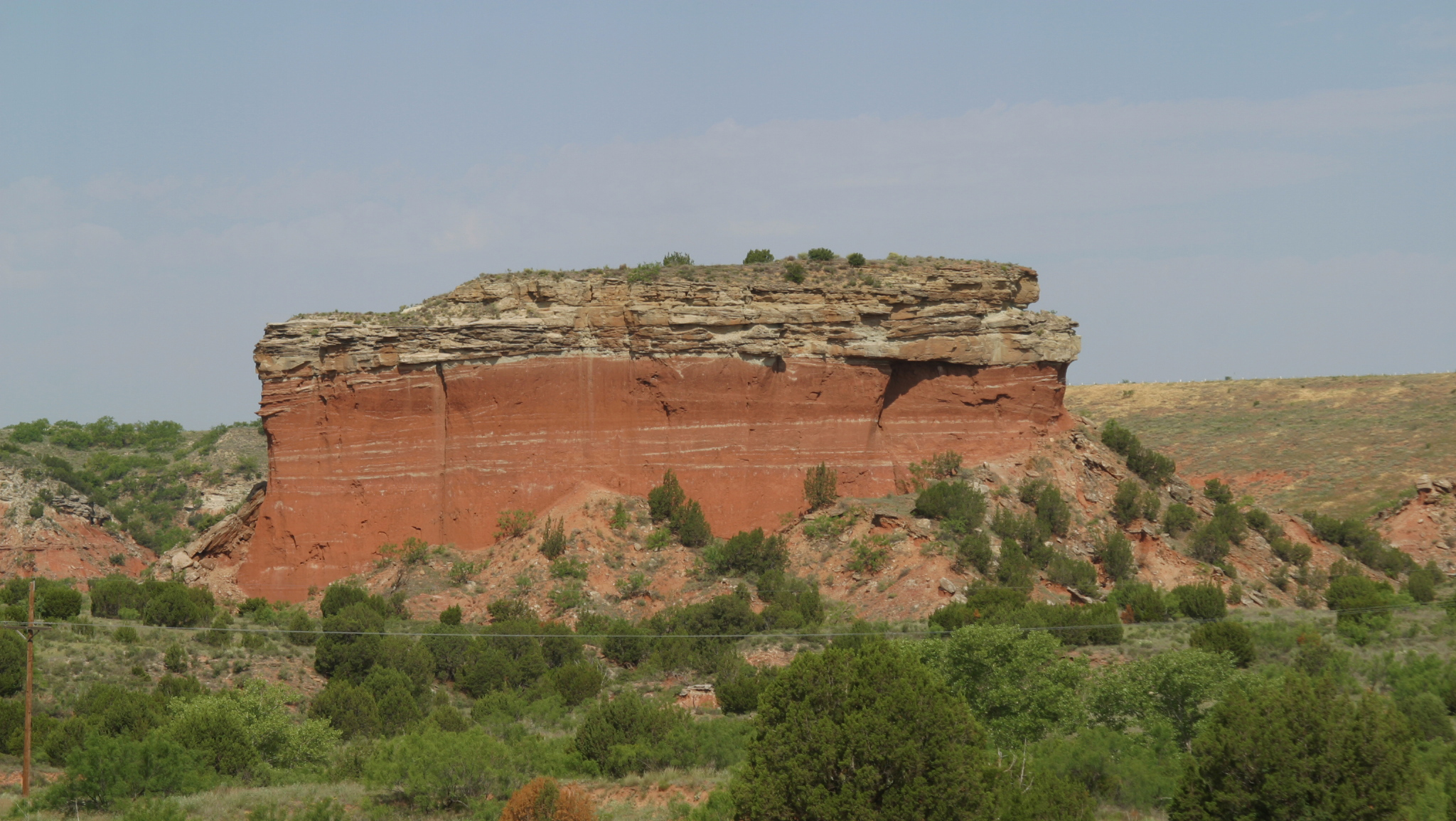
Le canyon Tule.

Le comté de Briscoe se situe au nord de l'État du Texas, aux États-Unis,. Il se trouve au sud de la région du Texas Panhandle, en bordure des hautes plaines du Texas, le long de l'escarpement Est du Caprock, qui sépare le Llano Estacado des plaines ondulées. Le canyon de Palo Duro et la rivière Prairie Dog Town Fork Red (en), affluent de la rivière Rouge, traversent le comté au nord-est.
Il a une superficie totale de 2 234,9 km2, composée de 2 330,9 km2 de terres et de 4 km2 de zones aquatiques.

## Comtés limitrophes
|                  | Comté d'Armstrong Comté de Donley |               |
| Comté de Swisher | comté de Briscoe                  | Comté de Hall |
|                  | comté de Motley, Comté de Floyd   |               |

## Démographie

Pyramide des âges du comté de Briscoe (2000).

Lors du recensement de 2010, le comté comptait une population de 1 637 habitants. Elle est estimée, en 2017, à 1 528 habitants,.
| Groupes           | Comté de Briscoe | Texas | États-Unis |
| ----------------- | ---------------- | ----- | ---------- |
| Blancs            | 87,5             | 70,4  | 72,4       |
| Autres            | 7,3              | 14,4  | 11,2       |
| Afro-Américains   | 2,5              | 11,9  | 12,9       |
| Métis             | 2,4              | 2,7   | 2,9        |
| Amérindiens       | 0,2              | 0,7   | 0,9        |
| Total             | 100              | 100   | 100        |
|                   |                  |       |            |
| Latino-Américains | 25,1             | 37,9  | 16,7       |

Selon l'American Community Survey, pour la période 2011-2015, 75,98 % de la population âgée de plus de 5 ans déclare parler anglais à la maison, alors que 23,7 % déclare parler l’espagnol et 0,32 % une autre langue.